# Михаил Хаджинеделчев
Михаил Хаджинеделчев Михалев е български учител и краевед.

## Биография
Михаил Хаджинеделчев е роден на 25 март 1874 г. в Ловеч. Завършва в родния си град Петокласното мъжко училище (1889). Записва се в Априловската гимназия (Габрово), където учи до 6 гимназиален клас (1891). Продължава в Рисувателното училище в София и завършва с права на учител по рисуване (1895).
Работи като учител по рисуване в Априловската гимназия в Габрово и Севлиевската гимназия (1902 – 1908). Премества се в Ловеч и тук работи в Мъжката прогимназия и гимназия (1908 – 1924), Държавното педагогическо училище „Княз Борис Търновски“ (Ловеч) (1914 – 1915, 1924 – 1933).
Ратува за разкриване и съхранение на исторически свидетелства за миналото на Ловешкия край. През 1929 г. създава историко-археологическо дружество „Васил Левски“, в което участват 500 ученика от Смесеното педагогическо училище „Цар Борис III“. Разпалва сред учениците искрата на творчеството и обичта към миналото.
На 3 юни 1925 г. е избран за уредник на Музея „Феликс Каниц“ при Ловчанско читалище „Наука“. Като такъв работи в продължение на 26 години. Обогатява музея със стотици експонати. Дългогодишен читалищен деец.
През 1925 г. поставя началото на археологически разкопки на Ловешката средновековна крепост. През следващите години пак пръв започва разкопки на Деветашката пещера. Събирател на народно песенно творчество.
Автор на 15 етнографски, археологически и исторически статии в сборника „Ловеч и Ловчанско“, сред които:
- „Разкопки в Ловчанския Хисар“,
- „Български монети намерени в град Ловеч и околностите му“,
- „Из стопанското минало на град Ловеч“,
- „Развой на учебното дело в Ловеч до освобождението“,
- „Ловеч в първите години след Освобождението“,
- „Иконата на св. Евтимий, Търновски патриарх“ и др.

През 1938, 1944 и 1946 г. предава на Регионален исторически музей, Ловеч събираните от него народни носии, шевици, монети, картини, икони и др. С финансовите средства, получени при откупуване на неговата сбирка, прави дарение 100 хил. лева на Ловчанско читалище „Наука“ за създаване на фонд „Постройка на картинна галерия“ в Ловеч.
През 1927 г. е награден с Орден „За гражданска заслуга“ IV ст. по случай честването на 1000-годишнината на Симеоновата епоха.